# I liga polska w piłce nożnej plażowej (2012)
I liga piłki nożnej plażowej 2012 – pierwsza edycja rozgrywek drugiego poziomu ligowego piłki nożnej mężczyzn w Polsce. Brało w niej udział jedenaście drużyn. Turniej rozpoczął się 27 lipca, a skończył dwa dni później. Zwycięzcą został Galacticos Zgierz. Pozostałymi drużynami, które awansowały z drugiego, trzeciego oraz czwartego miejsca do turnieju barażowego rozgrywanego w Ustce były odpowiednio Zdrowie Garwolin, Boca Gdańsk oraz Villa Siesta Szczecin.

## Boisko
|  | Miejscowość             | Zdjęcie |
|  | ----------------------- | ------- |
|  | Niechorze (Gmina Rewal) |         |

## Drużyny
| Drużyna                 | Sezon w I lidze | Uwagi                                                |
| ----------------------- | --------------- | ---------------------------------------------------- |
| Boca Gdańsk             | 1               | Pod nazwą Boca Copacabana Gdańsk; awans z 3. miejsca |
| Bryza Sztutowo          | 1               | Pod nazwą Szalone Jogurty Sztutowo                   |
| Dorota Adamek Żary      | 1               |                                                      |
| Galacticos Zgierz       | 1               | Awans z 1. miejsca                                   |
| Laktoza Łyszkowice      | 1               |                                                      |
| Prant Mundial Żary      | 1               |                                                      |
| Pro-Fart Głowno         | 1               | Pod nazwą SRR Koziołki                               |
| Straż Pożarna Choszczno | 1               |                                                      |
| UKS Milenium Gliwice    | 1               |                                                      |
| Villa Siesta Szczecin   | 1               | Awans z 4. miejsca                                   |
| Zdrowie Garwolin        | 1               | Awans z 2. miejsca                                   |

## Tabela
| Miejsce | Drużyna                  | Mecze | Punkty | Zwyc. | Zw.pd. | Zw. pk. | Por. | Bramki |
| ------- | ------------------------ | ----- | ------ | ----- | ------ | ------- | ---- | ------ |
| 1.      | Galacticos Zgierz        | 5     | 15     | 5     | 0      | 0       | 0    | 27-12  |
| 2.      | Zdrowie Garwolin         | 4     | 9      | 3     | 0      | 0       | 1    | 21-10  |
| 3.      | Boca Gdańsk              | 5     | 9      | 3     | 0      | 0       | 2    | 28-16  |
| 4.      | Villa Siesta Szczecin    | 6     | 9      | 3     | 0      | 0       | 3    | 23-31  |
| 5.      | UKS Milenium Gliwice     | 3     | 3      | 1     | 0      | 0       | 2    | 14-17  |
| 6.      | Straż Pożarna Choszczno  | 4     | 5      | 1     | 1      | 0       | 2    | 15-19  |
| 7.      | SRR Koziołki             | 3     | 3      | 1     | 0      | 0       | 2    | 14-12  |
| 8       | Prant Mundial Żary       | 3     | 3      | 1     | 0      | 0       | 2    | 7-9    |
| 9.      | Szalone Jogurty Sztutowo | 3     | 1      | 0     | 0      | 1       | 2    | 8-14   |
| 10.     | Laktoza Łyszkowice       | 2     | 0      | 0     | 0      | 0       | 2    | 5-8    |
| 11.     | Dorota Adamek Żary       | 2     | 0      | 0     | 0      | 0       | 2    | 6-12   |